# 引率
| ウィキペディアには「引率」という見出しの百科事典記事はありません（タイトルに「引率」を含むページの一覧/「引率」で始まるページの一覧）。 代わりにウィクショナリーのページ「引率」が役に立つかもしれません。 |